# کت‌وولدی
کِت‌وولدی (به مجاری:  Kétvölgy) یک شهرداری در مجارستان است که در واش واقع شده‌است. کِت‌وولدی ۶٫۲۸ کیلومتر مربع مساحت و ۱۳۱ نفر جمعیت دارد.